# شان گلنویل
شان گلنویل (انگلیسی: Shaun Glenville; ۱۶ مهٔ ۱۸۸۴ – ۲۸ دسامبر ۱۹۶۸) بازیگر بود. وی بین سال‌های ۱۸۹۰ تا ۱۹۵۷ میلادی فعالیت می‌کرد.